# Чок-Тал
Чок-Тал (кирг. Чок-Тал) — село в Иссык-Кульском районе Иссык-Кульской области Киргизии. Входит в состав Чон-Сары-Ойского аильного округа. Код СОАТЕ — 41702 215 855 05 0.

## Население
По данным переписи 2009 года, в селе проживало 1694 человек.

## Известные жители
- Каптагаев, Эмильбек Саламатович (р. 1957) — государственный деятель, руководитель Аппарата Временного правительства Киргизии (2010—2011).